# Pesnica (rzeka)
Pesnica (niem.: Pößnitz) – rzeka w południowo-wschodniej Austrii i północno-wschodniej Słowenii. Ma długość 69 km,  Powierzchnie zlewni 539 km² i średni przepływ 4,7 m³/s.

## Opis i przebieg
Pesnica zaczyna się koło miejscowości Leutschach an der Weinstraße, rzeka stanowi małą część granicy austriacko-słoweńskiej. Początkowo płynie na południe, a przy wsi Langegg wchodzi do nieco szerszej doliny i zmienia swój bieg na wschód. Następnie rzeka przepływa przez Jurski Vrh i Zgornja Kungota, gdzie z lewej strony wpływa do niej potok Svečina. W tym miejscu rzeka skręca na południowy wschód, dolina staje się coraz szersza i gęściej zaludniona.
W okolicach Pernicy wpływa do dolnej części jeziora Perniško, a nieco dalej przepływa przez mniejsze jezioro Pristava. Nieco poniżej Lenartu dolina, mająca już prawie dwa kilometry szerokości, skręca na południe, a w tym odcinku Pesnica, z powodu bardzo małego spadku terenu, silnie meandrowała i często wylewała, dlatego wszystkie miejscowości do dziś znajdują się na nieco wyżej położonych obrzeżach doliny. Następnie Pesnica uchodzi do Drawy w mieście Ormoža.

## Galeria

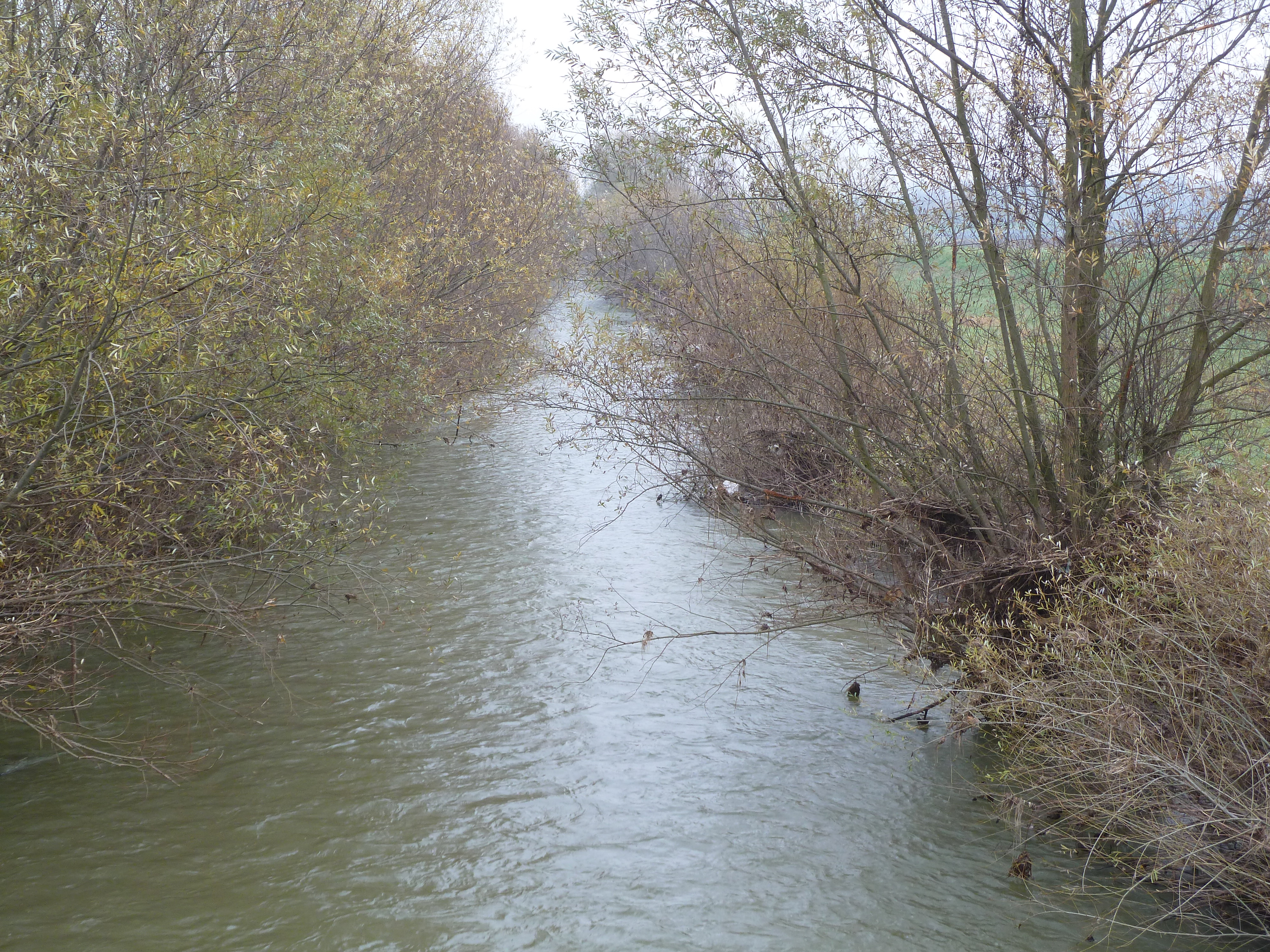
Pesnica w okolicach wsi Formin
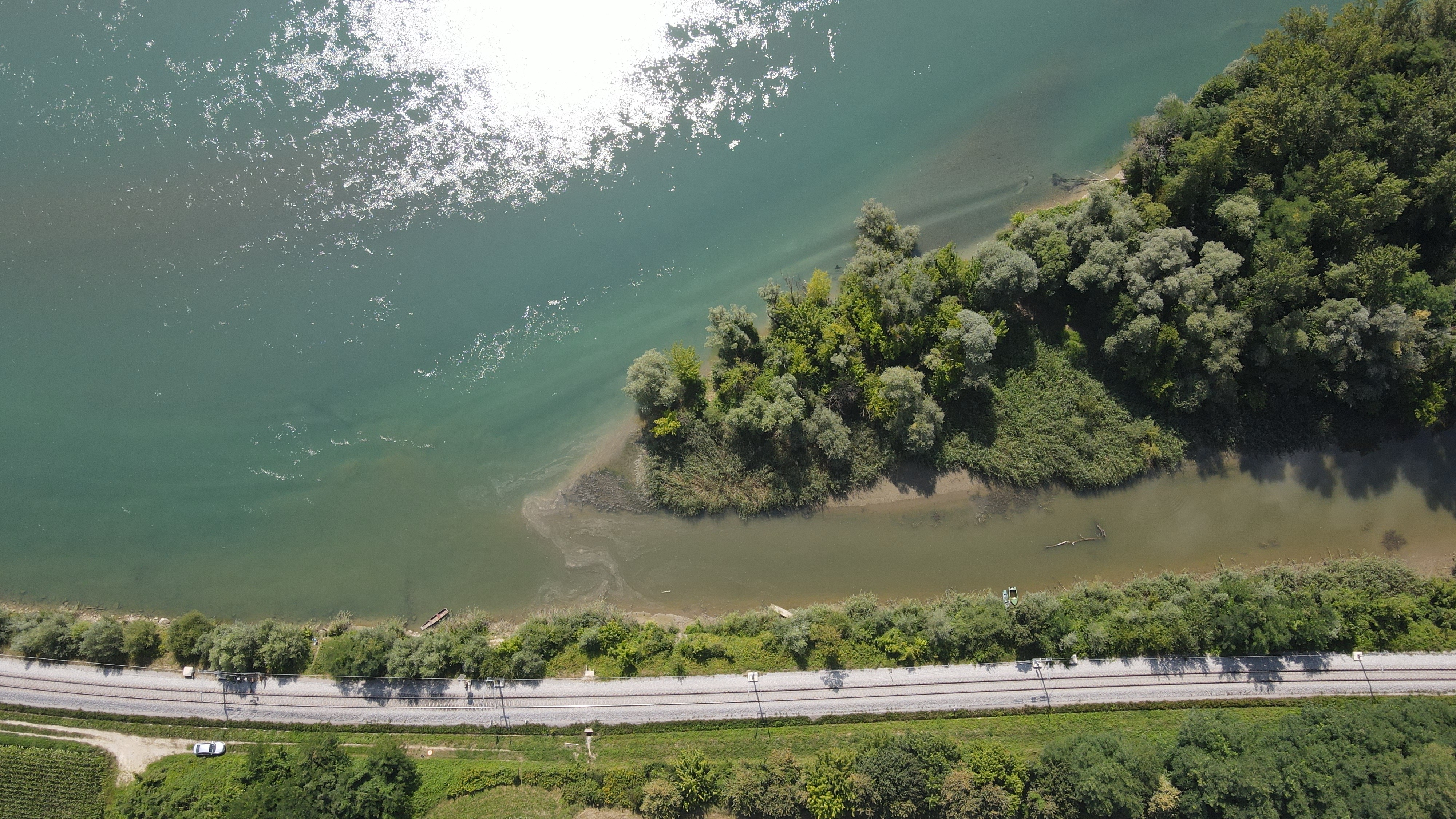
Pesnica wpadająca do Drawy